# Australia and New Zealand Banking Group
Die Australia and New Zealand Banking Group Limited (ANZ) ist ein international operierendes Bankunternehmen mit Hauptsitz in Melbourne, Australien. Das Unternehmen ist im Aktienindex S&P/ASX 50 gelistet, der die 50 größten Unternehmen an der australischen Börse aufführt und ist nach der Westpac Banking Corporation, der National Australia Bank und der Commonwealth Bank die viertgrößte Bank in Australien. Das Unternehmen ist im All Ordinaries an der Australian Securities Exchange und im NZX 50 Index an der New Zealand Exchange gelistet.
Die Bankengruppe ist neben Neuseeland, wo sie mit der ANZ Bank New Zealand mit Abstand die größte Geschäftsbank darstellt, in weiteren 26 Staaten in Südostasien und im Südpazifik vertreten und gibt an, mit ihren zahlreichen Tochterunternehmen die größte australische Bank in Asien zu sein und zu den führenden Banken auf den südpazifischen Inseln zu gehören.

## Geschichte
Der Vorgänger der Australia and New Zealand Banking Group Limited (ANZ) war die Australia and New Zealand Bank Limited (A.N.Z). Sie wurde im Jahr 1951 in London durch die Fusion der Bank of Australasia und Union Bank of Australia Limited gegründet.

### Vor 1951
Die Bank of Australasia und Union Bank of Australia Limited wurden 1835 und 1837 jeweils in London unabhängig voneinander als Kolonialbanken für die Kolonie Australien gegründet. Eine weitere Gemeinsamkeit war, dass sie beide ihre erste Bankfiliale in Launceston, damals noch New South Wales zugehörig, eröffneten und ihr Start jeweils durch eine Übernahme einer anderen Bank erleichtert wurde. So übernahm 1835 die Bank of Australasia die 1828 gegründete Cornwall Bank und die Union Bank of Australien startete 1837 mit der Übernahme der 1834 gegründeten Tamar Bank.
Beide Banken entwickelten sich über die Jahre hin ähnlich, wobei die Bank of Australasia sich mehr dem industriellen Sektor zuwendete und die Union Bank of Australia ihren Schwerpunkt mehr im ländlichen Bereich sah. Doch beide Banken deckten mit ihrem weit verzweigten Filialnetz in Australien alle Geschäftsbereiche ab und engagierten sich ebenfalls beide ab 1840 bzw. 1864 in der 1840 neugegründeten britischen Kolonie Neuseeland.

### Nach 1951

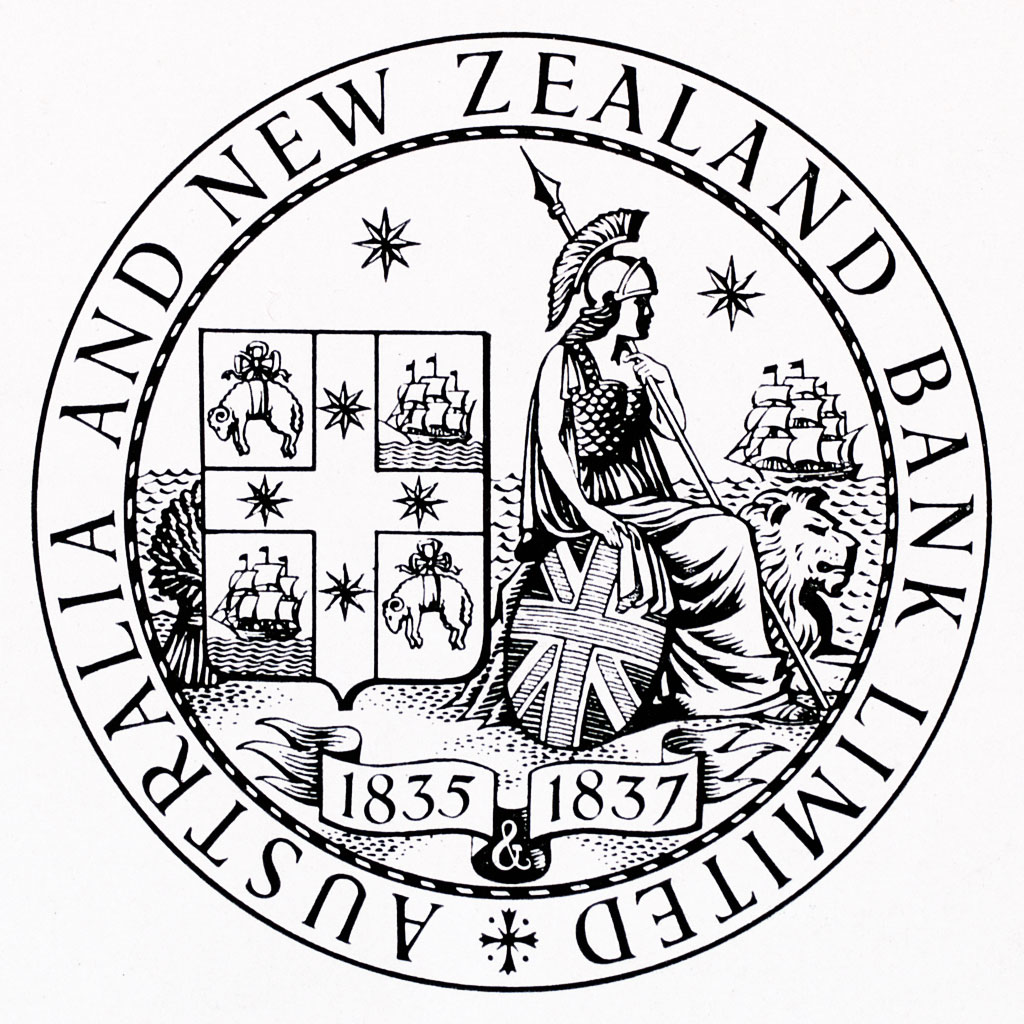
Siegel der Australia and New Zealand Bank Limited

Nach der Fusion zu Australia and New Zealand Bank Limited startete die Bank ihre Expansion im asiatischen und pazifischen Raum, gründete im Jahr 1966 eine Bank auf den Salomonen, eröffnete 1968 ein Büro in New York und ein Jahr später in Tokio.
1970, mit der bis dahin größten Fusion in der australischen Bankengeschichte, schlossen sich die Australia and New Zealand Bank Limited mit der English, Scottish and Australian Bank Limited zusammen und bildeten die Grundlage für die heute noch existierende Unternehmensgruppe. Der Zusammenschluss erfolgte unter der Gesetzgebung des Australia and New Zealand Banking Group Act 1970 und musste nach der Fusion der Gesellschaften in London, über eine entsprechende Gesetzgebung in Australien und Neuseeland nachvollzogen werden.
Wie schon seit der Gründung der beiden Kolonialbanken Bank of Australasia und Union Bank of Australien Limited befanden sich Sitz und Zentrale immer in London und das Hauptbankgeschäft in Australien und Neuseeland. Dies sollte sich mit der Verlegung des Hauptsitzes der neu geschaffenen Bankengruppe im Jahr 1977 ändern. Neuer Hauptsitz der Gesellschaft wurde die bisherige australische Zentrale in Melbourne, Victoria.
1971 wurde ein Büro in Malaysia eröffnet, 1979 übernahm man die Bank of Adelaide, eröffnete je eine Zweigstelle in Singapur und New York und kaufte 1984 die Grindlays Bank dazu. Nach der Öffnung von Büros in Bangkok und Thailand und der Übernahme der Geschäftstätigkeiten von der Barclays Bank in Fidschi und Vanuatu, bekam die Bank eine Lizenz zur Eröffnung einer Filiale in Frankfurt.
Es folgten Eröffnungen von Zweigstellen 1988 in Paris und auf den Cookinseln. 1989 verkaufte die neuseeländische Regierung in ihren Privatisierungsbestrebungen die staatseigene Postbank für 665 Mill. NZ$ an die Gruppe. Nach weiteren Bankenzukäufen 1990 und 1991 expandierte man hin zu den Philippinen, 1993 nach Shanghai in der Volksrepublik China, nach Hanoi in Vietnam, nach Tonga und Indonesien und öffnete schließlich 1997 eine Filiale in Peking.
2003 erfolgte der Zukauf der National Bank of New Zealand durch Übernahme von der Lloyds TSB und wurde am 26. Juni 2004 in die bereits bestehende ANZ Banking Group (New Zealand) Limited überführt. Zwei Tage später wurde daraus die ANZ National Bank Limited. Am 30. Oktober 2012 wurde die Bank in ANZ Bank New Zealand Limited umbenannt.
Am 22. Oktober 2009 präsentierte der damalige CEO Mike Smith am Hauptsitz der Bank in Melbourne das neue, 15 Millionen AU$ teure Firmenlogo.

## Tochterunternehmen

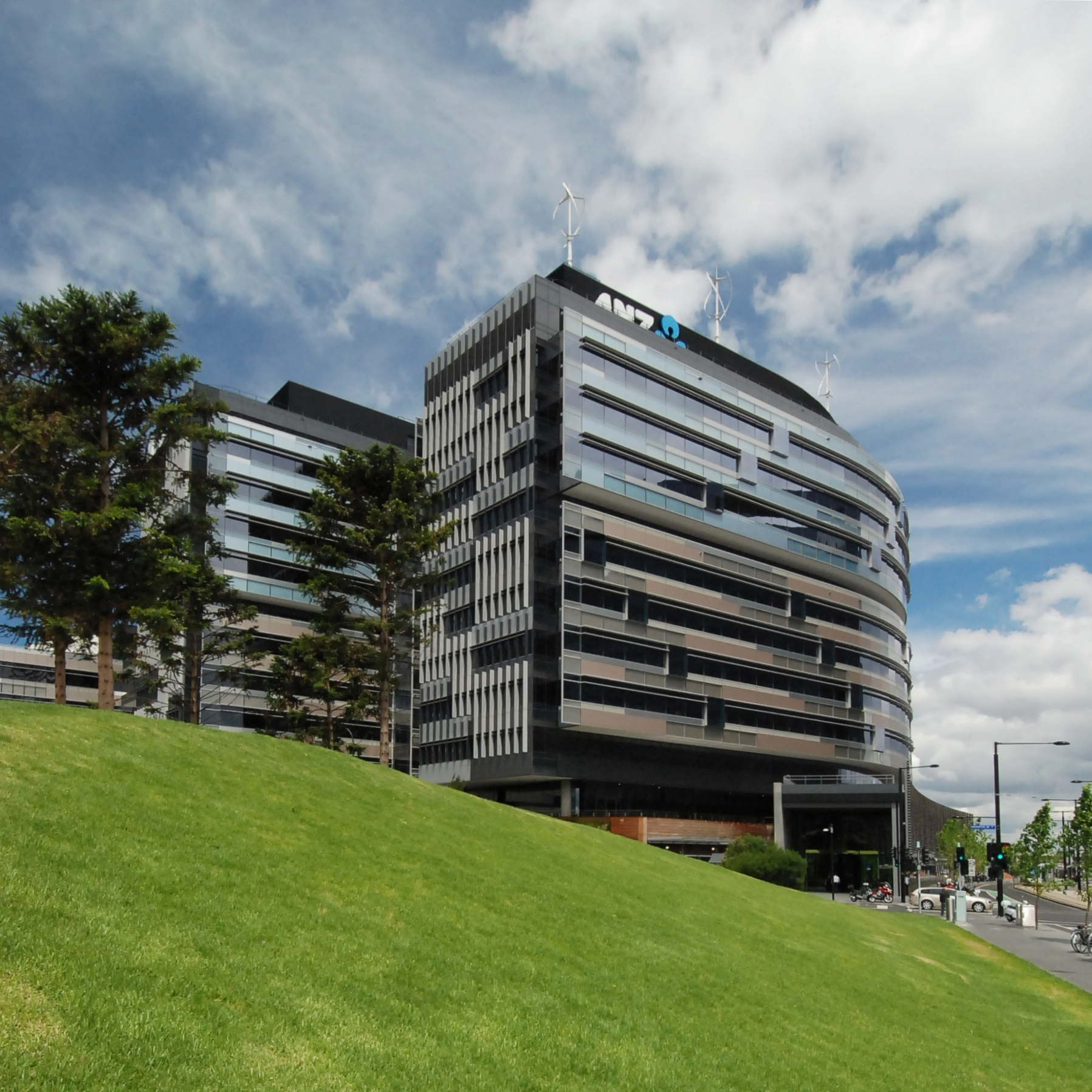
Hauptgebäude in Melbourne

Tochterunternehmen der Australia and New Zealand Banking Group Limited Stand 2009:
- Amerika Samoa Bank, Amerikanisch-Samoa
- ANZ Asia Limited, Hongkong
- ANZ Bank (Europe) Limited, London
- ANZ Bank (Samoa) Limited
- ANZ Bank (Vanuatu) Limited
- ANZ Capel Court Limited
- ANZ Capital Funding Pty Ltd
- ANZ Capital Hedging Pty Ltd
- ANZ Commodity Trading Pty Ltd
- ANZ Funds Pty Ltd
- ANZ Holdings (New Zealand) Limited
- ANZ International (Hong Kong) Limited
- ANZ International Private Limited
- ANZ Investment Services (New Zealand) Limited
- ANZ Lenders Mortgage Insurance Pty Limited
- ANZ National (Int'l) Limited
- ANZ Bank New Zealand.
- ANZ Nominees Limited
- ANZ Orchard Investments Pty Ltd
- ANZ Royal Bank (Cambodia) Limited
- ANZ Singapore Limited
- ANZ Trustees Limited
- ANZ Vientiane Commercial Bank Limited
- ANZcover Insurance Pty Ltd
- Arawata Finance Limited
- Arawata Holdings Limited
- Arawata Trust
- Arawata Trust Company
- Australia and New Zealand Banking Group (PNG) Limited
- Bank of Kiribati Ltd
- Citizens Bancorp Inc.
- Citizens Security Bank (Guam) Inc.
- Endeavour Finance Limited
- Esanda Finance Corporation Limited
- ETRADE Australia Limited
- Harcourt Corporation Limited
- LFD Limited
- Minerva Holdings Limited
- Omeros II Trust
- Private Nominees Limited
- PT ANZ Panin Bank
- Tui Endeavour Limited
- UDC Finance Limited
- Upspring Limited
- Votraint No. 1103 Pty Limited